# Goryczkowe Wywierzysko
Goryczkowe Wywierzysko – duże wywierzysko znajdujące się w dolnej części Doliny Goryczkowej w Tatrach Zachodnich. Znajduje się na wysokości ok. 1176 m n.p.m. Ma wydajność ok. 500 l/s, a wypływająca z niego woda ma stałą przez cały rok temperaturę 5 °C. Zasila ona Goryczkowy Potok, który od tego miejsca ma stały przepływ, powyżej wywierzyska ma charakter okresowego potoku.
Goryczkowe Wywierzysko znajduje się u podnóża wapiennych ścian Myślenickich Turni. Wywierzysko to nie tylko odwadnia krasowe ściany Myślenickich Turni, ale zasilane jest także wodą pochodzącą z dość odległego ponoru poniżej Litworowego Stawu Gąsienicowego w Dolinie Gąsienicowej. Woda ta przepływa więc popod cały masyw Kasprowego Wierchu. Badania wykazały, że potrzebny jest na to czas 13–24 godz., zależnie od pory roku. Przy wywierzysku zbudowany jest betonowy zbiornik gromadzący wodę, która pompami doprowadzana jest do Myślenickich Turni. Wodą tą zaopatrywane są również obiekty na Kasprowym Wierchu (z Myślenickich Turni jest przewożona kolejką linową).
Znajduje się na obszarze niedostępnym dla turystyki pieszej.